# Tim Aymar
Pour les articles homonymes, voir Aymar.
Timothy L. Aymar, dit Tim Aymar, né le 4 septembre 1963 à Pittsburgh (Pennsylvanie) et mort 14 février 2023, est un chanteur et compositeur américain de heavy metal. 
Il est connu pour chanter avec un groupe de Philadelphie, Pharaoh ainsi que pour son travail avec Control Denied.

## Biographie
Tim Aymar résidait en Floride.

## Récompenses
Son groupe Triple-X a gagné aux Pittsburgh Music Awards dans la catégorie Meilleur Groupe De Metal en 1991, et fut le premier groupe régional à être récompensé par un sponsor national, qui furent Anheuser-Busch/Budweiser Anheuser-Busch. Tim fut aussi élu 'Chanteur de l'année' dans les sondages des lecteurs des sorties rock et divertissement du Pittsburgh Tri-State.

## Discographie
- Triple X, Bang (1991)
- Psycho Scream, Spring '94 Limited Edition (démo, 1994)
- Psycho Scream, Virtual Insanity (démo, 1994)
- Psycho Scream, Demo 1996 (démo, 1996)
- Control Denied, The Fragile Art of Existence (1999)
- Vicious Cycle, Burrn (démo, 2002)
- Pharaoh, After the Fire (2003)
- Pharaoh, The Longest Night (2005)
- Pharaoh, Be Gone (2008)